# Jim Corbett
Edward James „Jim“ Corbett (25. července 1875, Nainital, Indie – 19. dubna 1955, Nyeri, Keňa) byl britský lovec, později přesvědčený ochránce přírody, spisovatel a přírodovědec, známý především lovem lidožravých šelem (tygrů a levhartů) v Indii. Jeho nejslavnějšími úlovky jsou čampávatský lidožrout (436 lidských obětí), panarský lidožrout (okolo 400 lidských obětí), lidožravý levhart z Rudraprayagu (minim. 126 lidských obětí) a starý mládenec z Poválgarhu.
Corbett měl hodnost plukovníka Britské Indické armády a byl často zván vládou Sjednocených provincií (nyní indické státy Uttarpradéš a Uttarákhand), aby vystopoval a zabil lidožravé tygry a leopardy napadající lidi v oblastech Kumáónu a Garhválu. Jeho úspěchy mu vynesly respekt a slávu mezi místními obyvateli. Místními obyvateli byl považován za Sádhua (svatého).[zdroj⁠?!]
Corbett byl vášnivý fotograf a po svém odchodu do penze napsal několik knih, ve kterých vylíčil své zážitky. Knihy byly kladně hodnoceny kritiky a měly také komerční úspěch. Corbett také vystupoval na ochranu indické přírody a sehrál klíčovou roli při vzniku prvního indického národního parku za účelem ochrany ohroženého tygra indického, když využil svého vlivu, aby přesvědčil provinční vládu. Tento národní park byl po Corbettově smrti přejmenován na jeho počest na Národní park Jima Corbetta.
Na jeho počest je pojmenován tygr indočínský – panthera tigris corbetti.

## Díla přeložená do češtiny
- Lidožrouti z Kumaonu (též Tygři z Kumáonu), několik vydání (Svoboda-Libertas 1949, Mladá fronta 1968)
- Chrámový tygr, několik vydání (Mladá fronta 1969, Stehlík 2006)